# Mordramno
Mordramno (Corbie, ... – Corbie, ...; fl. VIII secolo) è stato un religioso franco, monaco benedettino e abate di Corbie fra il 772 e il 781.
Sotto la sua supervisione sono stati copiati alcuni volumi della Bibbia, primi esempi databili di scrittura carolina. 

## Biografia
Mordramno proveniva da una nobile famiglia originaria di Corbie. Intraprese la carriera ecclesiastica, fu ordinato monaco benedettino fino a raggiungere il grado di abate di Corbie. Donò all'abbazia la proprietà della sua famiglia, la tenuta di Thennes vicino a Moreuil. Come abate di Corbie accolse nella sua abbazia il re longobardo Desiderio, sconfitto da Carlo Magno a Pavia nel 774. Sotto l'abbaziato di Mordramno, Corbie occupò un posto essenziale nella trasmissione dei testi classici, della patristica e della  Patrologia.

## Contesto storico

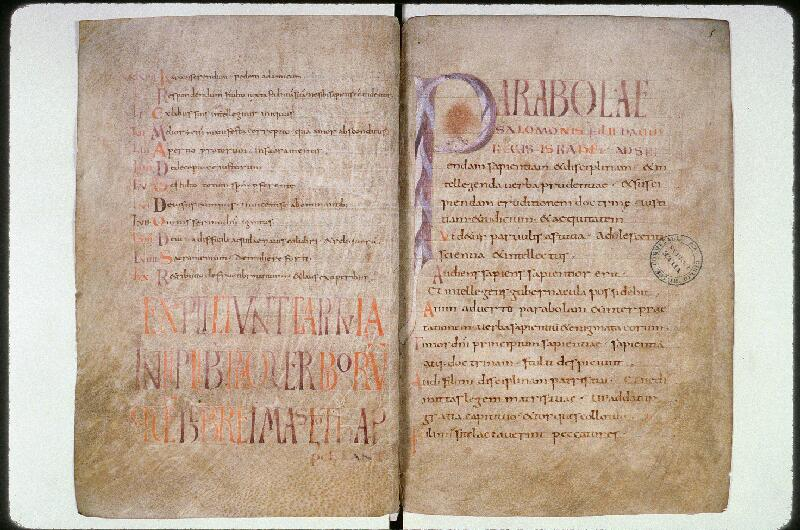
Il manoscritto 12 conservato alla Biblioteca Nazionale di Amiens. Si tratta di uno dei cinque codici conservati contenenti la Bibbia di Mordramno.

L'abbazia di Corbie aveva assunto un ruolo culturale di prima importanza già prima di Mordramno: dalla metà dell'VIII secolo l'abbazia possedeva uno scriptorium tra i più importanti del regno franco. Il patrimonio dell'abbazia, che comprendeva più di 20.000 ettari nella regione della Somme, a cui si aggiungeva l'esenzione dal pagamento dei diritti di vendita, permetteva di sostenere i costi della copiatura dei manoscritti (soprattutto dovuti al reperire la pergamena di cui erano fatti i codici). Testimonianza della florida attività culturale sono i più di ottocento codici superstiti copiati a Corbie. Si tratta in gran parte di testi cristiani, ma non mancano le opere di autori latini classici. Il primo tipo di scrittura attestato nei manoscritti è detto "ena" ed è ancora di tipo merovingio (datato all'inizio dell'VIII secolo). La seconda scrittura, praticata tra il 751 e il 768 ha una forma precarolina. Un'altra scrittura importante è la cosiddetta "ab" che compare in trentacinque manoscritti. Essa ricorda la scrittura della cancelleria merovingia in uso dalla fine dell'VIII secolo fino al primo ventennio del IX secolo. 

## La revisione di Mordramno
La Bibbia di Mordramno fu commissionata fra il 772 e il 781 dall'abate di Corbie, probabilmente in dodici o tredici volumi, di cui cinque sono conservati presso la biblioteca di Amiens (MSS 6, 7, 9, 11, 12), mentre una porzione del sesto volume è conservato alla Bibliothèque nationale de France (Lat. 13174). La particolarità della Bibbia di Mordramno è quella di essere stata composta in sette scritture diverse tra cui la minuscola carolina: proprio il manoscritto Lat. 13174, conservato a Parigi, costituisce la più antica attestazione databile della minuscola carolina. 
I codici sono decorati: sono presenti varie miniature e le iniziali di ogni libro biblico sono ornate. I manoscritti adottano un tipo di scrittura derivato dalla minuscola corsiva, detto semionciale. Gli indici all'inizio di ogni volume sono di formato ridotto rispetto alle precedenti copie della Bibbia. Invece, la scrittura minuscola dei libri biblici presenta dimensioni diverse al variare dei volumi: all'inizio dell'opera i caratteri sono di grosse dimensioni, che diventano via via di formato ridotto con il prosieguo dell'opera. A causa di ciò si è ipotizzato che la mancanza di fondi abbia costretto Mordramno a diminuire in corso d'opera le dimensioni della scrittura. Si ritiene che la trascrizione della Bibbia non sia giunta al termine. Infatti, la firma di Mordramno compare nel colofone al termine del libro dei Maccabei, suggerendo che proprio in questo punto sia stata interrotta la trascrizione. 